# The Press (Йорк)
The Press — местная ежедневная газета, распространяемая в Северном и Восточном Йоркшире. Штаб-квартира редакции расположена в городе Йорк (Великобритания). Газета выпускается издательством Newsquest (York) Ltd, дочерней компанией Newsquest.

## История
Газету основал У. Харгрув (англ. W. W. Hargrove) в 1882 году. Первый номер газеты был опубликован 2 октября 1882 года.
До конца 1990-х годов газета называлась Yorkshire Evening Press. 6 сентября 2004 года газета изменила формат с широкого формата на компактный, а вскоре после этого из названия газеты исчезло слово York.
24 апреля 2006 года газета перешла на утреннюю печать, с одновременной сменой названия, чтобы отразить новую периодичность печати.

## Текущая деятельность
Помимо Йорка, газета распространяется в таких городах, как: Селби, Тадкастер, Тирск, Исингволд, Харрогит, Райдейл (включая Малтон, Нортон-он-Дервент и Пикеринг (Северный Йоркшир)), а также в населённых пунктах восточного побережья.
The Press часто проводит различные акции и кампании, такие как помощь организации «Guardian Angels» и кампания «Change It».
В 2010—2011 годах тираж газеты составлял 25 989 экземпляров, однако к концу 2018 года он снизился до чуть более 11 000 экземпляров, а к июню 2020 года упал до 9792 экземпляров. Из них 2165 экземпляров распространялись по подписке, 7366 экземпляров были проданы в розницу, 261 экземпляр — распространён бесплатно.